# Reserva nacional de Shimba Hills
La reserva nacional de Shimba Hills es una reserva natural nacional situada en la provincia costera de Kenia a 33 km de Mombasa. Es un área de conservación administrada por el condado de Mombasa y el Servicio de Vida Silvestre de Kenia.

## Características de la reserva

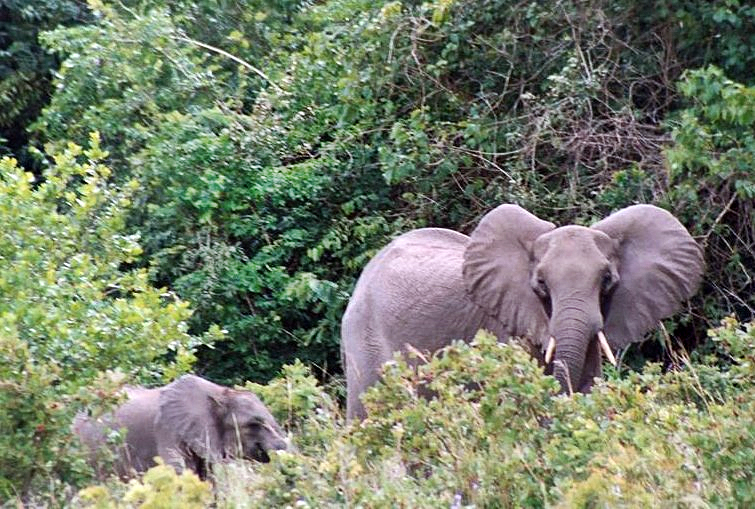
Elefantes en Shimba Hills.

La reserva cubre un área de 19 251 hectáreas (192.5 km²) y fue inaugurada en 1968. Está situada en una altitud de entre 120 y 450 metros sobre el nivel del mar en las llanuras de Tsavo rodeado de las colinas boscosas de Pengo Hill. La reserva tiene las cataratas de Sheldrick, nombradas en honor de David Sheldrick quien las descubrió.

## Fauna
Shimba Hills contiene un santuario de elefantes, y la única población de antílopes sable de Kenia. La reserva ha sido clasificada como un área importante para la conservación de aves desde 2008, contando con más de 111 especies.